# Bernhard I. von Ratzeburg
Bernhard I. von Ratzeburg († 1195) aus dem sächsischen Adelsgeschlecht der Badwiden war von 1163/1164 bis 1195 Graf von Ratzeburg.

## Herkunft und Familie
Bernhard I. war der älteste Sohn des Grafen Heinrich von Badewide und einer namentlich unbekannten Verwandten des Königs Waldemar des Großen von Dänemark. Noch vor 1162 heiratete er Margaretha von Schlawe, Tochter des pommerschen Herzogs Ratibor I. und damit Cousine Sophias, der Ehefrau des dänischen Königs Waldemar I. Das Paar hatte mit Volrad († um 1180), Heinrich († um 1190) und Bernhard II. von Ratzeburg († 1198), der seinem Vater als Graf von Ratzeburg folgte, drei namentlich bekannte Söhne.

## Leben
Bernhard ist wahrscheinlich identisch mit dem in der Gesta Danorum des dänischen Historiographen Saxo Grammaticus für das Jahr 1160 erwähnten sächsischen Ritters Bernhard, von dessen Hand der Abodritenfürst Niklot fiel. Demnach gehörte Bernhard dem dänischen Kontingent an, dass zur Unterstützung Heinrich des Löwen im August 1160 auf der Insel Poel gelandet war. Er segelte dabei auf einem Schiff mit dem abtrünnigen Sohn des Niklot, Prislav, den ebenfalls familiäre Beziehungen mit dem dänischen Königshaus verbanden.
Als Lehnsmannen des Kölner Erzbischofs Philipp I. von Heinsberg unter Führung des Grafen Simon von Tecklenburg welfisches Gebiet bei Osnabrück besetzten, schickte Herzog Heinrich der Löwe ein Heer, das vornehmlich aus den Aufgeboten der drei nordelbischen Grafen von Schwerin, Holstein und Ratzeburg bestand und das Heer des Erzbischofs am 1. August 1179 auf dem Haler Feld nordwestlich von Osnabrück besiegte.